# جاك إيلونغ إيلونغ
جاك إيلونغ إيلونغ (بالفرنسية: Jacques Elong Elong) (20 فبراير 1985 بدوالة في الكاميرون - 31 مارس 2025) هو لاعب كرة قدم كاميروني في مركز الوسط. شارك مع منتخب الكاميرون لكرة القدم. أما مع النوادي، فقد لعب مع نادي استقلال طهران ونادي السد ونادي برسبوليس ونادي بيكان ونادي سباهان أصفهان ونادي نفط ميسان وكيمن دوالة ‏ وماونت كاميرون ‏ ونادي داك 1904 دونيسكا ستريدا.

## وصلات خارجية
- جاك إيلونغ إيلونغ على موقع قاعدة بيانات كرة القدم.إي يو (الإنجليزية)